# Bear Creek (condado de Waupaca, Wisconsin)
Bear Creek es un pueblo ubicado en el condado de Waupaca en el estado estadounidense de Wisconsin. En el Censo de 2010 tenía una población de 823 habitantes y una densidad poblacional de 8,66 personas por km².

## Geografía
Bear Creek se encuentra ubicado en las coordenadas 44°32′51″N 88°47′39″O / 44.54750, -88.79417. Según la Oficina del Censo de los Estados Unidos, Bear Creek tiene una superficie total de 95.05 km², de la cual 94.98 km² corresponden a tierra firme y (0.07%) 0.06 km² es agua.

## Demografía
Según el censo de 2010, había 823 personas residiendo en Bear Creek. La densidad de población era de 8,66 hab./km². De los 823 habitantes, Bear Creek estaba compuesto por el 99.15% blancos, el 0% eran afroamericanos, el 0.12% eran amerindios, el 0% eran asiáticos, el 0% eran isleños del Pacífico, el 0% eran de otras razas y el 0.73% pertenecían a dos o más razas. Del total de la población el 1.82% eran hispanos o latinos de cualquier raza.